# Idiospermum
Genre
Espèce
Classification APG III (2009)
Idiospermum est un genre de plantes à fleurs de la famille des Calycanthaceae. Il ne contient qu'une seule espèce, Idiospermum australiense, qui est un arbre à feuilles persistantes, à huiles essentielles aromatiques, des régions tropicales d'Australie (Queensland).

## taxonomie
C'est le seul représentant des Idiospermacées en  classification classique. Il est incorporé aux Calycanthaceae en classification APG III. 

## Étymologie
Le nom vient du grec idio- (particulier, différent) et sperma (semence, graine) en référence aux graines particulières car pouvant avoir jusqu’à six cotylédons.

## Liste d'espèces
Selon NCBI (4 Aug 2010) :
- genre Idiospermum
  - Idiospermum australiense

### GenreIdiospermum
- (en) NCBI : Idiospermum (taxons inclus)
- (en) GRIN : genre Idiospermum  S. T. Blake (+liste d'espèces contenant des synonymes)

### EspèceIdiospermum australiense
- (en) NCBI : Idiospermum australiense (taxons inclus)
- (en) GRIN : espèce Idiospermum australiense  (Diels) S. T. Blake